# Nemba (Tanzania)
Nemba è una circoscrizione rurale (rural ward) della Tanzania situata nel distretto di Biharamulo, regione del Kagera. Conta una popolazione di 20 189 abitanti (censimento 2012).